# The Lady from Shanghai
The Lady from Shanghai is een Amerikaanse misdaadfilm en film noir uit 1947 onder regie van Orson Welles. De film is gebaseerd op de roman If I Die Before I Wake (1938) van de Amerikaanse auteur Sherwood King.

## Verhaal
Michael O'Hara gaat als bootsman aan de slag op het jacht van Arthur Bannister. Ze varen naar San Francisco. Onderweg pikken ze de zakenman Grisby op. Elsa, de vrouw van Arthur Bannister, heeft een oogje op Michael. In Sausalito gooit Michael het op een akkoordje met Grisby.

## Rolverdeling
| Acteur          | Personage        |
| --------------- | ---------------- |
| Rita Hayworth   | Elsa Bannister   |
| Orson Welles    | Michael O'Hara   |
| Everett Sloane  | Arthur Bannister |
| Glenn Anders    | George Grisby    |
| Ted de Corsia   | Sidney Broome    |
| Erskine Sanford | Richter          |
| Gus Schilling   | Goldie           |
| Carl Frank      | Galloway         |